# Cochlearia bavarica
Cochlearia bavarica är en korsblommig växtart som beskrevs av Robert M. Vogt. Cochlearia bavarica ingår i släktet skörbjuggsörter, och familjen korsblommiga växter. Inga underarter finns listade i Catalogue of Life.

## Bildgalleri

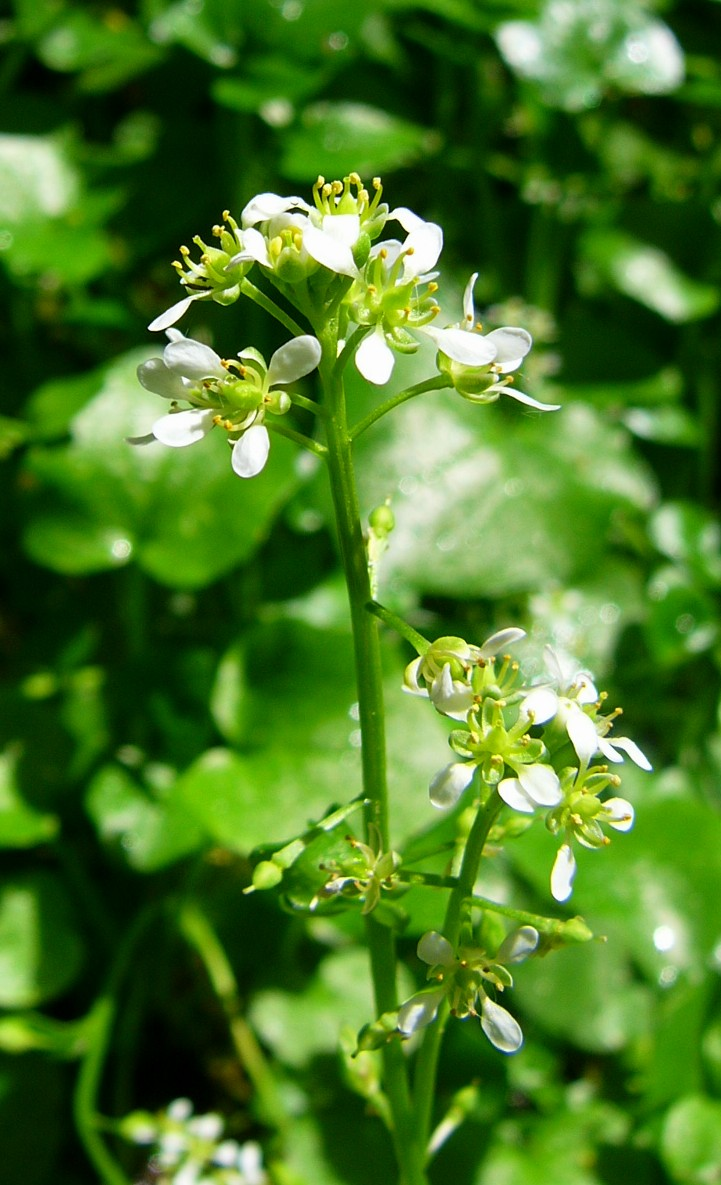
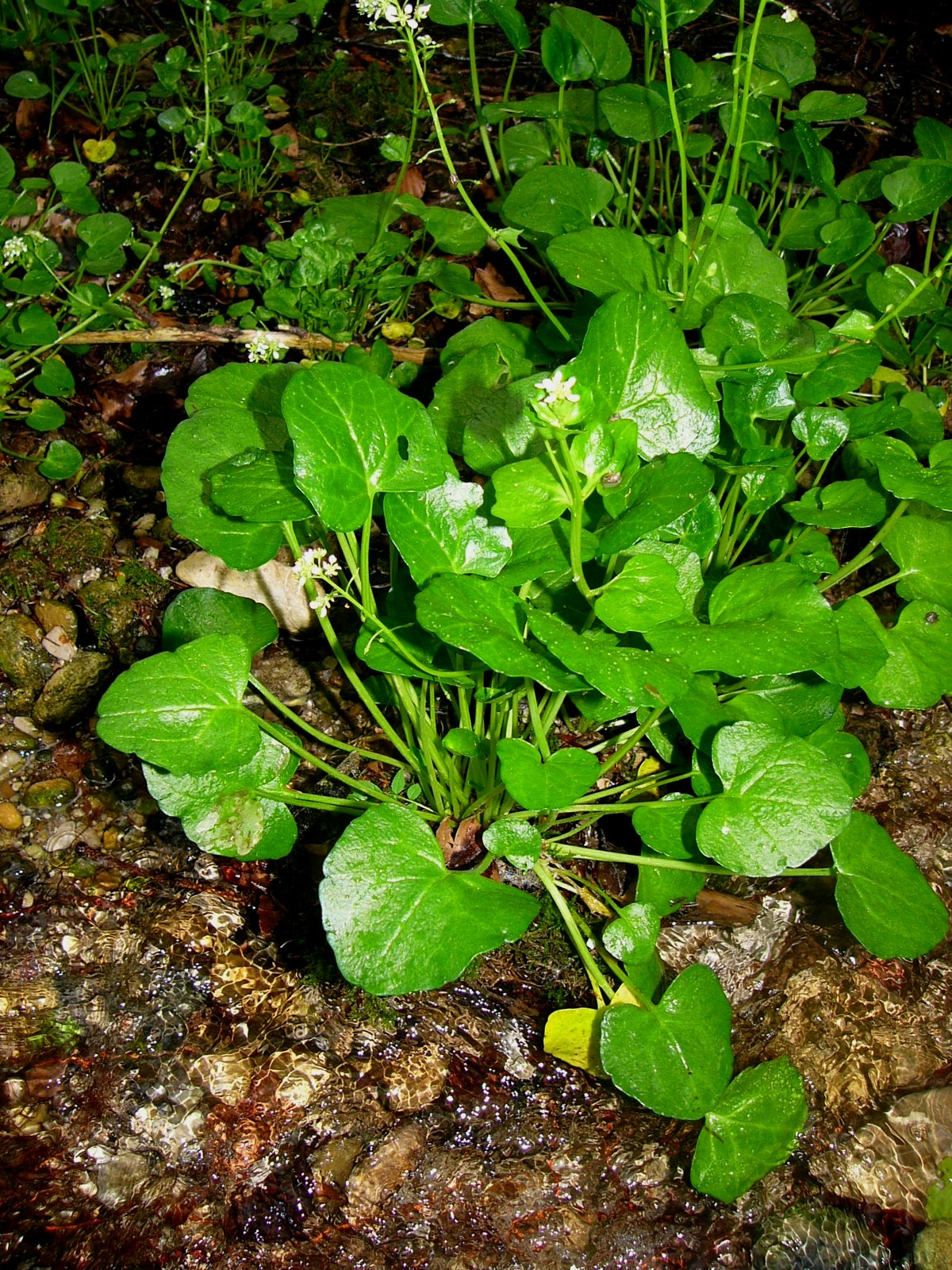
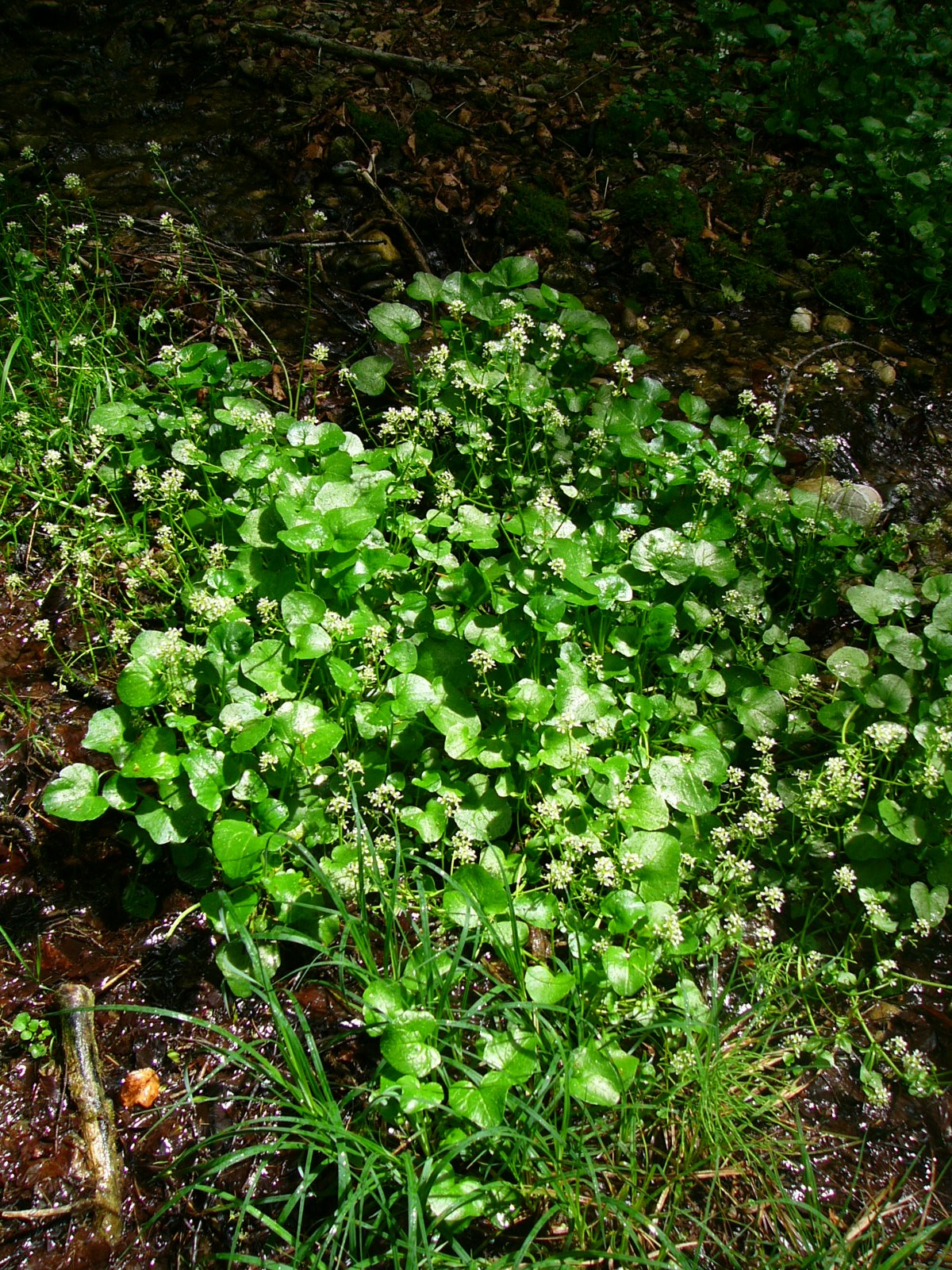
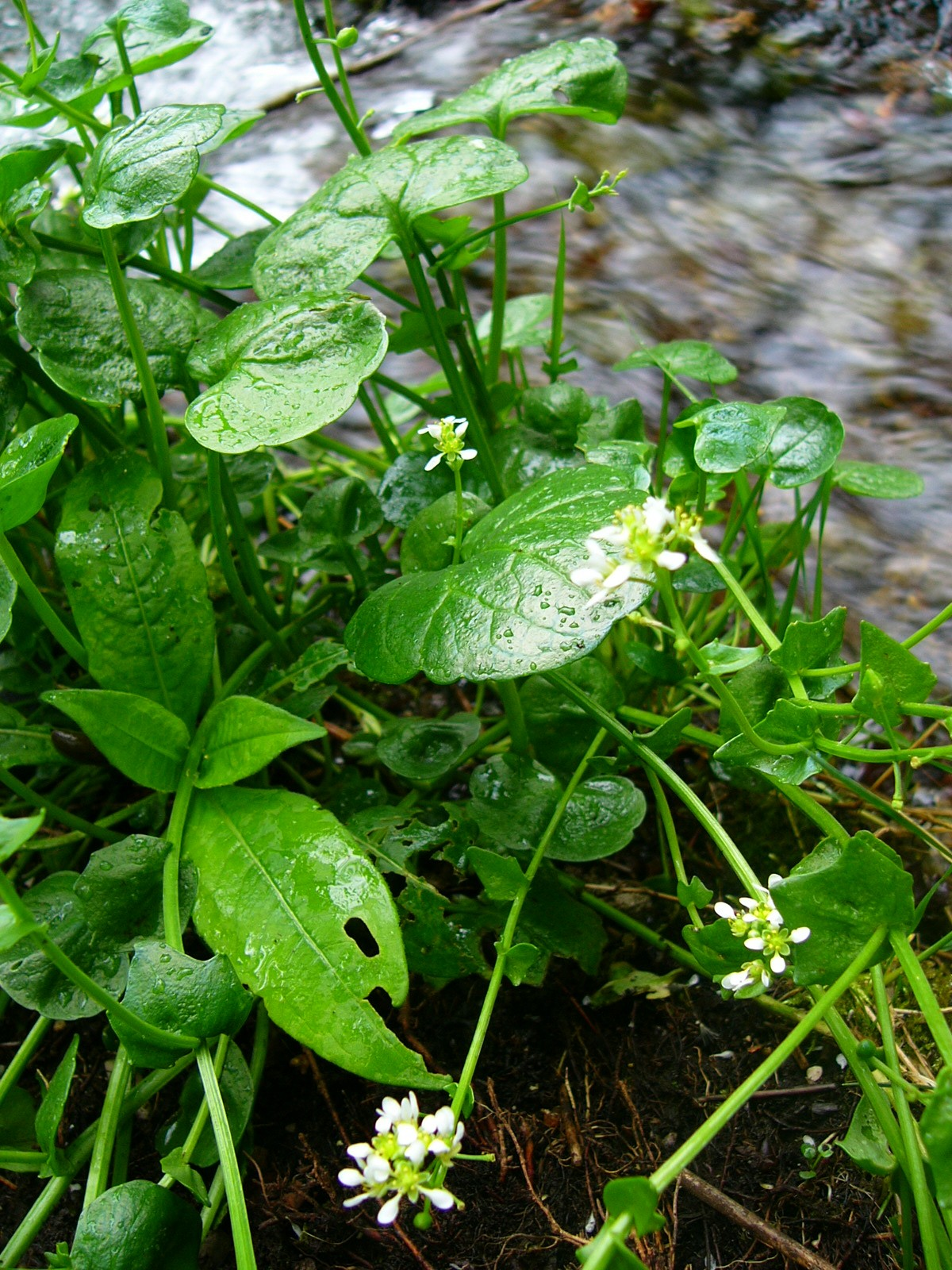
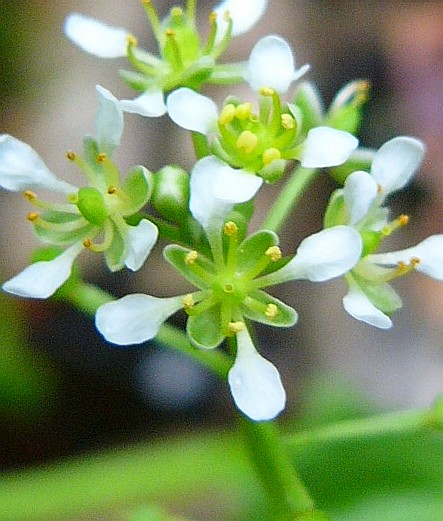
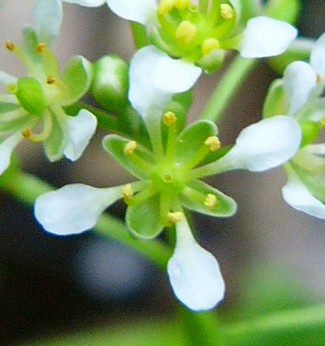